# Sadok Khorsi
Sadok Khorsi, né le 16 mars 1921 à Port-Gueydon et décédé le 2 avril 2011 à Caluire-et-Cuire, est un homme politique français.